# That's What You Get Babe
That's What You Get Babe je deváté sólové studiové album anglického hudebníka Kevina Ayerse. Vydáno bylo v únoru 1980 společností Harvest Records a producentem byl Graham Preskett, který zde hraje na několik různých nástrojů. Dále se na albu podíleli například Ollie Halsall či zpěvačka Clare Torry. V roce 1993 bylo album vydavatelstvím BGO Records publikováno také na CD.

## Seznam skladeb
Autorem všech skladeb je Kevin Ayers.
| Pořadí | Název                       | Délka |
| ------ | --------------------------- | ----- |
| 1.     | That's What You Get         | 3:16  |
| 2.     | Where Do I Go from Here     | 2:39  |
| 3.     | You Never Outrun Your Heart | 3:06  |
| 4.     | Given and Taken             | 2:54  |
| 5.     | Idiots                      | 3:07  |
| 6.     | Super Salesman              | 5:03  |
| 7.     | Money, Money, Money         | 3:12  |
| 8.     | Miss Hanaga                 | 3:18  |
| 9.     | I'm So Tired                | 2:36  |
| 10.    | Where Do The Stars End      | 3:03  |

## Obsazení
- Kevin Ayers – zpěv, kytara, doprovodné vokály
- Ollie Halsall – kytara, baskytara, doprovodné vokály
- Mo Foster – baskytara
- Liam Genockey – bicí
- Roy Jones – konga, shaker, vibraslap, prostové činely, tamburína
- Neil Lancaster – doprovodné vokály
- Trevor Murrell – bicí, shaker, guiro, tamburína
- Graham Preskett – klavír, varhany, syntezátor, elektrické piano, kytara, banjo, mandolína, housle, baskytara, doprovodné vokály
- Clare Torry – doprovodné vokály
- Geoff Whitehorn – kytara